# Pterula carpophila
Pterula carpophila är en svampart som beskrevs av Corner 1966. Pterula carpophila ingår i släktet Pterula och familjen mattsvampar.   Inga underarter finns listade i Catalogue of Life.